# Az Usher-ház bukása (televíziós sorozat)
Az Usher-ház bukása (eredeti cím: The Fall of the House of Usher) 2023-as amerikai drámasorozat, amelyet Mike Flanagan alkotott, Edgar Allan Poe Az Usher-ház vége című regénye alapján. A főbb szerepekben Carla Gugino, Bruce Greenwood, Mary McDonnell, Henry Thomas és Kate Siegel látható.
Amerikában és Magyarországon 2023. október 12-én mutatta be a Netflix.

## Ismertető
Az Usher-ház bukásának története 2023 novemberében kezdődik, közvetlenül azután, hogy Roderick Usher, a Fortunato Pharmaceuticals gyógyszergyár gazdag, befolyásos és korrupt vezérigazgatója két héten belül elveszítette mind a hat gyermekét - a legkisebbtől a legidősebbig: Prospero, Camille, Napoleon, Victorine, Tamerlane és Frederick (az egyetlen kettő, aki nem különböző anyától vagy házasságon kívül született). A gyermekei temetése utáni estén Roderick meghívja gyermekkori otthonába C. Auguste Dupint, az Egyesült Államok helyettes államügyészét, aki karrierjét annak szentelte, hogy feltárja a Fortunato gyógyszergyár üzelmeit. Roderick elmeséli Dupinnek családja igaz történetét, és feltárja az Usherek legsötétebb titkait.
A sorozat a Roderick és Dupin közötti beszélgetésen kívül két idősíkot követ: az első 1953 és 1980 között játszódik, Roderick és ikertestvére, Madeline fiatalkorát és későbbi hatalomra jutását meséli el, míg a második az Ushereket követi a beszélgetést megelőző két hétben, és feltárja az igazságot Roderick gyermekeinek halála mögött.

## Szereplők

### Főszereplők
| Szereplők               | Színész                     | Magyar hang           | Leírás |
| ----------------------- | --------------------------- | --------------------- | --- |
| Verna                   | Carla Gugino                | Pikali Gerda          | Titokzatos nő az Usher ikrek múltjából, aki különböző formákat ölt, leginkább egy holló alakját, hogy az Usherekre vadásszon.                                                 |
| Roderick Usher          | Bruce Greenwood             | Máté Gábor            | Madeline ikertestvére és a Fortunato Gyógyszergyár korrupt vezérigazgatója.                                                                                                   |
| Roderick Usher          | Zach Gilford (fiatalon)     | Mészáros Béla         | Madeline ikertestvére és a Fortunato Gyógyszergyár korrupt vezérigazgatója.                                                                                                   |
| Roderick Usher          | Graham Verchere (tinédzser) | Holló-Zsadányi Norman | Madeline ikertestvére és a Fortunato Gyógyszergyár korrupt vezérigazgatója.                                                                                                   |
| Madeline Usher          | Mary McDonnell              | Kiss Mari             | Roderick ikertestvére és a Fortunato Gyógyszergyár ambiciózus helyettese, aki egy életen át érdeklődött a technológiai fejlesztések iránt.                                    |
| Madeline Usher          | Willa Fitzgerald (fiatalon) | Györfi Anna           | Roderick ikertestvére és a Fortunato Gyógyszergyár ambiciózus helyettese, aki egy életen át érdeklődött a technológiai fejlesztések iránt.                                    |
| Madeline Usher          | Lulu Wilson (tinédzser)     | Tanka Natália         | Roderick ikertestvére és a Fortunato Gyógyszergyár ambiciózus helyettese, aki egy életen át érdeklődött a technológiai fejlesztések iránt.                                    |
| Madeline Usher          | Kate Whiddington (gyerek)   | Mayer Szonja          | Roderick ikertestvére és a Fortunato Gyógyszergyár ambiciózus helyettese, aki egy életen át érdeklődött a technológiai fejlesztések iránt.                                    |
| Frederick Usher         | Henry Thomas                | Stohl András          | Roderick legidősebb fia és Fortunato örököse, Morella férje és Lenore apja.                                                                                                   |
| Frederick Usher         | William Kosovic (gyerek)    | Tanka Dániel          | Roderick legidősebb fia és Fortunato örököse, Morella férje és Lenore apja.                                                                                                   |
| Camille L'Espanaye      | Kate Siegel                 | Solecki Janka         | Roderick egyik törvénytelen gyermeke, és Fortunato éles nyelvű PR-főnöke, aki megszállottan gyűjti és ellenőrzi az információkat.                                             |
| Napoleon "Leo" Usher    | Rahul Kohli                 | Széles Tamás          | Roderick egyik törvénytelen gyermeke, és egy ismert videójáték-kiadó, aki drogfüggő.                                                                                          |
| Tamerlane Usher         | Samantha Sloyan             | Ligeti Kovács Judit   | Roderick legidősebb lánya, és egy feltörekvő vállalkozó, aki a Goldbug nevű, egészségügyi termékeket, szépségápolási termékeket és életmódtanácsokat vegyítő márkán dolgozik. |
| Victorine LaFourcade    | T’Nia Miller                | Kéri Kitty            | Roderick törvénytelen gyermekei közül a legidősebb, és egy tehetséges sebész, aki áttörést remél egy kísérleti szívműszerrel kapcsolatban.                                    |
| Rufus Griswold          | Michael Trucco              | Forgács Péter         | A Fortunato korábbi vezérigazgatója a Longfellow után. |
| Annabel Lee             | Katie Parker                | Martinovics Dorina    | Roderick első felesége, Frederick és Tamerlane anyja. |
| Prospero "Perry" Usher  | Sauriyan Sapkota            | Jéger Zsombor         | Roderick legfiatalabb törvénytelen gyermeke, aki hedonista életmódot folytat.                                                                                                 |
| William "Bill-T" Wilson | Matt Biedel                 | Fekete Ernő           | Fitnesz influencer, és Tamerlane férje. |
| Morella Usher           | Crystal Balint              | Schell Judit          | Egykori modell és színésznő, Frederick felesége és Lenore édesanyja. |
| Juno Usher              | Ruth Codd                   | Gubik Petra           | Roderick második, jóval fiatalabb felesége. |
| Lenore Usher            | Kyliegh Curran              | Pekár Adrienn         | Frederick és Morella lánya. |
| C. Auguste Dupin        | Carl Lumbly                 | Sörös Sándor          | Az Egyesült Államok helyettes államügyésze, aki bíróság elé akarja állítani Ushert.                                                                                           |
| C. Auguste Dupin        | Malcolm Goodwin (fiatalon)  | Welker Gábor          | Az Egyesült Államok helyettes államügyésze, aki bíróság elé akarja állítani Ushert.                                                                                           |
| Arthur Gordon Pym       | Mark Hamill                 | Gyabronka József      | A család kíméletlen ügyvédje. |

### Mellékszereplők
| Szereplők                 | Színész      | Magyar hang     | Leírás                              |
| ------------------------- | ------------ | --------------- | ----------------------------------- |
| Dr. Alessandra "Ali" Ruiz | Paola Núñez  | Ruttkay Laura   | Victorine felesége és munkatársa.   |
| Toby                      | Igby Rigney  | Kretz Boldizsár | Camille asszisztensei.              |
| Beth "Tina"               | Aya Furukawa | Laudon Andrea   | Camille asszisztensei.              |
| John Neal                 | Nicholas Lea | Rosta Sándor    | Ügyvéd, aki az Usher ügyében bírál. |

### További szereplők
| Szereplők          | Színész            | Magyar hang     | Leírás                                                                     |
| ------------------ | ------------------ | --------------- | -------------------------------------------------------------------------- |
| Eliza Usher        | Annabeth Gish      | Tóth Enikő      | Roderick és Madeline vallásos anyja, aki Longfellow titkáraként dolgozott. |
| William Longfellow | Robert Longstreet  | Törköly Levente | A Fortunato korábbi vezérigazgatója.                                       |
| Mrs. Longfellow    | Sarah-Jane Redmond | Ősi Ildikó      | William felesége.                                                          |
| Jenny              | Molly C. Quinn     | Andrádi Zsanett | Perry partnerei                                                            |
| Faraj              | JayR Tinaco        | Nikas Dániel    | Perry partnerei                                                            |

### Magyar változat
- Magyar szöveg: Blahut Viktor
- Hangmérnök: Farkas László
- Vágó: Sári-Szemerédi Gabriella
- Gyártásvezető: Hódos Edina
- Szinkronrendező: Marton Bernadett
- Produkciós vezető: Kónya Andrea

A szinkront az Mafilm Audio Kft. készítette.

## Epizódok
| Sor. | Év. | Cím                                                         | Rendező           | Író                                    | Premier           |
| --- | --- | ----------------------------------------------------------- | ----------------- | -------------------------------------- | ----------------- |
| 1. | 1.  | Bús éjféltáj (A Midnight Dreary)                            | Mike Flanagan     | Mike Flanagan                          | 2023. október 12. |
| Roderick Usher, a Fortunato gyógyszergyár korrupt vezérigazgatója két hét leforgása alatt elveszítette mind a hat gyermekét - Frederick örökösét, Tamerlane vállalkozót, Victorine sebészt, Napoleon (Leo) játékmogult, Camille PR-vezetőt és Prospero (Perry) társasági hölgyet. A három legidősebb (az utolsóként elhunyt) temetésén részt vesz húga Madeline és felesége Juno, unokája és Frederick tinédzser lánya, Lenore, valamint ügyvédje, Arthur Pym kíséretében. Meglátja halott gyermekei szellemeit, összeesik, és azt mormolja: "Itt az idő". Meghívja ősellenségét, C. Auguste Dupin amerikai ügyészhelyettest gyermekkori otthonába, hogy bevallja bűneit, és felfedje gyermekei halálának okát. 1962-ben Roderick és Madeline édesanyját, Elizát idő előtt eltemették, miután úgy tűnt, hogy betegségben halt meg, és kiásta magát a sírjából, hogy megölje bántalmazó munkaadóját, Fortunato vezérigazgatót, William Longfellowt, a biológiai apjukat. A jelenben megkezdődik a per, amelyben az Usher családot teszik felelőssé a Fortunato Ligodone nevű gyógyszerét szedő több ezer ember haláláért és az opioidjárvány okozásáért. Dupin megemlít egy informátort a családon belül. Roderick elmeséli sorsdöntő találkozását egy Verna nevű titokzatos nővel, aki 1979 szilveszterén életük sorsfordító változását jósolta meg a testvéreknek. |     |                                                             |                   |                                        |                   |
| 2. | 2.  | A vörös halál álarca (The Masque of the Red Death)          | Mike Flanagan     | Emmy Grinwis és Mike Flanagan          | 2023. október 12. |
| 1979-ben Dupin egy kábítószer-kísérlethez kapcsolódó sír exhumálások után nyomoz. A fiatalabb Roderick, aki Madeline-nal, első feleségével, Annabel Lee-vel és kisgyermekeivel, Frederickkel és Tamerlane-nel él elbukik. A jelenben Perrynek, Fredericknek és Pymnek a birtokaikat érintő környezetvédelmi problémákkal kell foglalkoznia. Amikor Frederick megsérti Perryt, Perry elhatározza, hogy egy álarcosbált rendez az egyik lepusztult ingatlanban, hogy bebizonyítsa értékét, és a létesítmény tartályaiból származó vízzel jelezzen egy orgiát. A CADASIL-ben szenvedő Roderick Victorine kísérleti szívhálójába vetíti a reményt, míg Madeline Lenore emlékeinek felhasználásával próbál mesterséges intelligenciát létrehozni. Perry meghívja Frederick frusztrált feleségét, Morellát a partijára, és azt tervezi, hogy bosszúból elcsábítja őt, amiért a bátyja nem tisztelte őt. Verna álruhában érkezik a partira, és megpróbálja meggyőzni Perryt, hogy állítsa le a partit, sikertelenül. A locsoló permetéről kiderül, hogy sav és vegyi hulladék, aminek következtében egy vendég kivételével mindenki meghal, köztük Perry is. Verna csókot ad Perrynek, amikor az meghal. |     |                                                             |                   |                                        |                   |
| 3. | 3.  | A Morgue utcai kettős gyilkosság (Murder in the Rue Morgue) | Michael Fimognari | Justina Ireland és Mike Flanagan       | 2023. október 12. |
| A múltban Griswold magáénak érzi a Ligodone-t, és Roderickot arra kényszeríti, hogy ezt elfogadja, cserébe azért, hogy potenciálisan növelheti befolyását Fortunatónál. A jelenben Pym azonosítja Perry holttestét és a súlyosan megégett Morellát, az egyetlen túlélőt. Roderick bevallja Dupinnek, hogy a szövetségi előírások elkerülése érdekében rejtette el a maró hatású hulladékot azokban a tartályokban; Frederick hanyagsága, hogy eltávolította ezeket a tulajdonságokat, Perry halálához vezetett. Camille rájön, hogy Victorine illegális szívhálókísérletei állatokon sikertelenek voltak. Verna az első emberi tesztalanyként adja ki magát Victorine-nak, aki anélkül könyveli el az illegális műtétet, hogy erről tájékoztatná barátnőjét és munkatársát, Dr. Ali Ruizt. Verna emellett Tamerlane férjének, Billnek a kísérőjeként is pózol, hogy kielégítse Tamerlane kakaskodó fétisét. Leo azt hiszi, hogy drogos kábulatában megölte Plutót, társa, Julius fekete macskáját. Camille Victorine laboratóriumában találkozik a biztonsági őrnek álcázott Vernával, aki megkérdezi, miért gyűlöli Camille a féltestvérét, hiszen valójában hasonlítanak egymásra. Az egyik tesztelt csimpánz halálra marcangolja Camille-t. |     |                                                             |                   |                                        |                   |
| 4. | 4.  | A fekete macska (The Black Cat)                             | Michael Fimognari | Mat Johnson és Mike Flanagan           | 2023. október 12. |
| A múltban Dupin megmutatja Rodericknak az ő aláírásával ellátott dokumentumokat, amelyeket Fortunato hamisított. A jelenben Leo egy Plútóra hasonlító fekete macskát fogad örökbe Vernától, hogy megtévessze Juliust. Camille halála családi válságot vált ki, mivel már nincs PR-vezetőjük. Roderick, Madeline és Pym azonosítják Vernát, mint a tettest, akire Madeline emlékszik, hogy 1980 szilveszterén találkozott. Pym átadja Fredericknek a lezárt eldobható telefont, amelyet Perry adott Morellának a partira; Frederick paranoiás lesz, hogy Morella megcsalta őt. Hogy ezzel megbirkózzon, drogot kér Leótól. Roderick beavatja Madeline-t az anyjukéhoz hasonló diagnózisába. Az új Plútó gyötri Leót Julius aggodalma közepette, hogy a testvérei halála miatti gyász miatt túlzottan drogozik. Leo elviszi Vernát, hogy visszavegye a macskát, és véletlenül kiszúrja Plútó szemét, Verna pedig ugyanezeket a sérüléseket mutatja. Felforgatja a lakást, hogy megtalálja Plutót, mindez az ő hallucinációi. Leo ezután az erkélyről a halálba zuhan, amikor az igazi Plútó újra megjelenik. |     |                                                             |                   |                                        |                   |
| 5. | 5.  | Az áruló szív (The Tell-Tale Heart)                         | Mike Flanagan     | Dani Parker                            | 2023. október 12. |
| Roderick, Madeline és Annabel Lee összefognak Dupinnel, hogy felfedjék Fortunato rejtett aktáit. A túlélő Usher-gyerekek féltékenykednek apjuk kivételezése miatt. Frederick ráveszi a kórházat, hogy Morellát bocsássa a gondjaira. Victorine bevallja, hogy meghamisította Ali aláírását, hogy siettesse Verna műtétjét. Dupin bevallja, hogy hazudott az informátor létezéséről, hogy egymás ellen hangolja a családot. Egy veszekedés után Tamerlane és Bill szakítanak. Roderick találkozik Victorine-nal a szívműtét miatt, de a lány figyelmét egy ketyegő zaj eltereli. Ekkor visszatérnek az emlékei: miután Ali azt mondta, hogy fel fogja fedni az Usher család és a szívhálós per mögötti korrupciót, Victorine egy könyvtámaszt vágott a fejéhez, amivel megölte. Kétségbeesésében a szívhálót a halott Alin használta, és a háló ciripelése az őrületbe kergette. Miután erre rájött, Victorine öngyilkosságot követ el az apja szeme láttára. |     |                                                             |                   |                                        |                   |
| 6. | 6.  | Aranybogár (Goldbug)                                        | Mike Flanagan     | Rebecca Leigh Klingel és Mike Flanagan | 2023. október 12. |
| A jelenben Tamerlane az álmatlanságból eredő hallucinációkkal és a Bill-lel való szakításával küzd, miközben az Aranybogár nevű wellness-csomagjának elindítására készül. Madeline megpróbálja meggyőzni Rodericket, hogy Verna fenyegetést jelent a gyermekei egyre növekvő halálozási száma után, és próbálja emlékeztetni őt a vele kötött 1980-as megállapodásukra, bár Roderick tagadja. A nő arra is ösztökéli tudósait, hogy fejlesszenek ki egy mesterséges intelligenciát a tudattérképezéshez. Pym feltárja Verna kapcsolatát prominens családokkal, amelyek lehetetlen módon több száz évre nyúlnak vissza. Morella beszélni kezd, ami arra készteti Fredericket, hogy visszaszoktassa a hallgatásba, mivel még mindig azt hiszi, hogy hűtlen volt. Lenore aggódik, amikor az apja nem hozza el az anyjának ígért szakembereket. Az Aranybogár bemutatóján Tamerlane-t megzavarják a Vernáról szóló hallucinációk és egy szexvideó, amelyen ő, Bill és egy kísérő látható. Véletlenül megsebesíti Junót, Madeline pedig kiszúrja Vernát, aki a szeme előtt porrá válik. Otthon Verna tükrökön keresztül gúnyolja Tamerlane-t, amelyeket addig tör, amíg az üvegszilánkok felnyársalják és megölik. |     |                                                             |                   |                                        |                   |
| 7. | 7.  | A kút és az inga (The Pit and the Pendulum)                 | Michael Fimognari | Jamie Flanagan és Mike Flanagan        | 2023. október 12. |
| Madeline megpróbálja meggyőzni Pymet, hogy őt válassza meg vezérigazgatónak, miután Rodericket betegsége miatt kiszorítják; a Fortunato-t egy mesterséges halhatatlanságra összpontosító technológiai céggé szeretné alakítani. Frederick – aki most már Leo kokainjának rabja – tovább kínozza a tehetetlen Morellát. 1979-ben Roderick elárulja Dupint a bírósági tárgyaláson, hogy elintézze Fortunatót, megmentve ezzel a céget és elnyerve háláját. Megdöbbenve és csalódottan hagyja el a felesége, Annabel Lee. A jelenben Roderick visszautasítja Juno kérését, hogy hagyja abba a Ligodone-t, és bevallja, hogy csak azért vette feleségül, mert lenyűgözte a testének a droghoz való vonzódása; a nő is elhagyja őt. Frederick belép az épületbe, ahol Perry meghalt, mielőtt lebuldózerolták volna. Kokaint szippant és összeesik; Verna elárulja, hogy ő nyomta rá, hogy a kokainhoz Morella bénítószert adjon. Miközben elkezdődik a bontás, Verna elmagyarázza, hogy könnyebb halálozási módot is alkalmazott volna, de ezt választotta, mert a férfi úgy döntött, hogy megkínozza Morellát. Az összeomló infrastruktúra egy ingát képez, amely kettészeli Fredericket; látja és érzi, hogy ez történik. Lenore megmenti az anyját, és hívja a rendőrséget. Madeline úgy gondolja, hogy megmentheti magát, ha Roderick meghal, és meggyőzi, hogy vegyen túladagolva Ligodone-t. Verna azonban még nem engedi, hogy meghaljon. |     |                                                             |                   |                                        |                   |
| 8. | 8.  | A holló (The Raven)                                         | Michael Fimognari | Mike Flanagan és Kiele Sanchez         | 2023. október 12. |
| 1979-ben Griswold Rodericket teszi meg jobbkezének, miután a bírósági tárgyaláson megmenti a céget. Szilveszter éjszakáján Madeline és Roderick mérgezett amontilladot szolgálnak fel Griswoldnak, majd befalazzák a pincébe, és meggyilkolják. Azt tervezik, hogy bemártják őt, és Roderickkel helyettesítik az igazgatótanácsban, átvéve Fortunato helyét. A testvérek Verna bárjában töltik az időt, hogy alibit szerezzenek, és alkut kötnek vele a vagyonért és a hatalomért; cserébe az Usher vérvonal közvetlenül a testvérek előtt hal meg, akik együtt halnak meg. A jelenben Verna felajánlja Pymnek, hogy mentességet kap a bűneiért, de ő visszautasítja. Verna megbánja, hogy meg kellett ölnie az ártatlan Lenore-t, és elárulja, hogy az anyja felépül, és jótékony alapítványt hoz létre a nevében, mielőtt békés halált ad Lenore-nak. Verna ezután utasította Rodericket, hogy hívja fel Dupint, hogy vallomást tegyen. Mielőtt ezt megtette volna, Roderick meghívta Madeline-t a régi házba, ahol megölte őt, és zafírra cserélte a szemét, hogy királynői búcsút vegyen tőle. Miután Roderick befejezi a vallomást, a pincéből előbukkan a vak és zavart Madeline, akiről kiderül, hogy csak halottnak tűnt, mint az anyjuk, és megfojtja Rodericket, aminek következtében a ház összedől. Juno megörökli és feloszlatja Fortunatót, létrehozva egy drogrehabilitációs alapítványt. Pymet letartóztatják, Dupin pedig nyugdíjba vonul. Verna minden Usher-síron hagy egy-egy jelvényt, miközben Poe "A holtak lelkei" című versét szavalja. |     |                                                             |                   |                                        |                   |

## A sorozat készítése
2021 októberében a Netflix bejelentette, hogy Mike Flanagan új minisorozatot fejleszt "Az Usher-ház vége" és Edgar Allan Poe más művei alapján.
A forgatás 2022. január 31-én kezdődött Vancouverben, és 2022. július 9-én fejeződött be.